# Australoconops nebrias
Australoconops nebrias är en tvåvingeart som beskrevs av Schneider 2010. Australoconops nebrias ingår i släktet Australoconops och familjen stekelflugor. Inga underarter finns listade i Catalogue of Life.